# Kea Trader
Die Kea Trader war ein 2017 auf der chinesischen Guangzhou-Wenchong-Werft gebautes Vollcontainerschiff, das bereits im selben Jahr nach einer Havarie aufgegeben und zum Totalverlust erklärt wurde.

## Beschreibung
Das Schiff wurde als viertes von sechs baugleichen Containerschiffen für die Reederei Lomar Shipping gebaut und im Januar 2017 von der Bauwerft Guangzhou Wenchong Shipyard abgeliefert.
Das Schiff mit fünf Laderäumen war als Vollcontainerschiff mit Cellguides gebaut. Die Laderäume waren mit Pontonlukendeckeln verschlossen. Zwischen Back und Luke 1 befand sich ein Wellenbrecher zum Schutz vor überkommendem Wasser. Das Schiff war mit drei Kranen für den Ladungsumschlag ausgerüstet, die mittschiffs zwischen den Luken 1 und 2, 3 und 4 sowie 4 und 5 angeordnet waren und jeweils 45 t heben konnten. Die Decksaufbauten befanden sich weit achtern.
Das Schiff konnte 2.194 TEU laden. 894 TEU fanden in den Laderäumen, 1.300 TEU an Deck Platz. Bei Beladung mit 40-Fuß-Containern war in den Laderäumen Platz für 432 FEU und 30 TEU und an Deck für 638 FEU und 24 TEU. An Deck fanden zwölf Container nebeneinander Platz. Die Container konnten an Deck bis zu fünf Lagen übereinander gestapelt werden. Bei homogener Beladung mit 14 t schweren Containern betrug die Kapazität des Schiffes 1.570 TEU. Das maximale Gewicht eines Containerstapels betrug im Raum 144 t für 20-Fuß-Container und 180 t für 40-Fuß-Container sowie an Deck 60 t für 20-Fuß-Container und 90 t für 40-Fuß-Container. Für Kühlcontainer waren 490 Anschlüsse vorhanden (268 im Raum und 222 an Deck).

## Havarie und Bergung
In der Nacht vom 11. auf den 12. Juli 2017 lief das Schiff auf dem Weg von Papeete (Französisch-Polynesien) nach Noumea in Maré (Neukaledonien) auf dem Durand Reef auf Grund. Das Schiff, das von Lomar Shipping bereedert wurde, fuhr in Charter der niederländischen Reederei Seatrade. Ende August 2017 wurde die Besatzung evakuiert, auch die meisten der geladenen Container wurden geborgen. Im Oktober 2017 wurde das immer noch auf Grund liegende Schiff zum Totalverlust erklärt, es sollte nach der Bergung abgewrackt werden.
Der Auftrag zur Sicherung des Wracks und der Bergung der an Bord befindlichen Ladung und Bunker wurde zusammen mit dem Auftrag zur Bergung des Wracks an das Unternehmen Ardent Maritime vergeben. Ein erster Bergungsversuch am 9. Oktober 2017 scheiterte. Es gelang lediglich, das Schiff um 50 Grad zu drehen. Aufgrund nicht gelungener Freischleppversuche sollte das Schiff komplett entladen werden, bevor es Mitte November geborgen werden sollte. Am 12. November 2017 brach das Schiff auseinander.
Bei der Bergung wurden zunächst die Container dreigeteilt und mit Helikoptern des Typs Sikorsky Skycrane geborgen. Durch den Zyklon Gita trieben Vorschiff und Heck weiter auseinander, während das Heck weiter im Wasser versank. Der Zyklon Hola im März 2018 zerstörte das Schiff weiter.
Im März 2018 wurde der Auftrag zur Bergung des Wracks an das chinesische Bergungsunternehmen Shanghai Salvage Co vergeben.